# 이베리아의 요한
이베리아의 요한(조지아어: იოანე მთაწმინდელი 이오아네 므타츠민델리, 성산 아토스의 요한, 요한 이비론, ? ~ 1002년경)은 수사였으며, 성인으로 공경받는다. 조지아 귀족의 한 사람으로, 그는 결혼했고, 군사 지도자로 복무했다. 그러나, 그는 나중에 비티니아에서 수도자가 된 다음에, 그의 아들 계몽주의자 에우티미오(에우티미우스 오플리세렌)를 구하기 위해 콘스탄티노플을 순례했다. 에우티미오는 제국의 볼모로 잡혀 있었다.

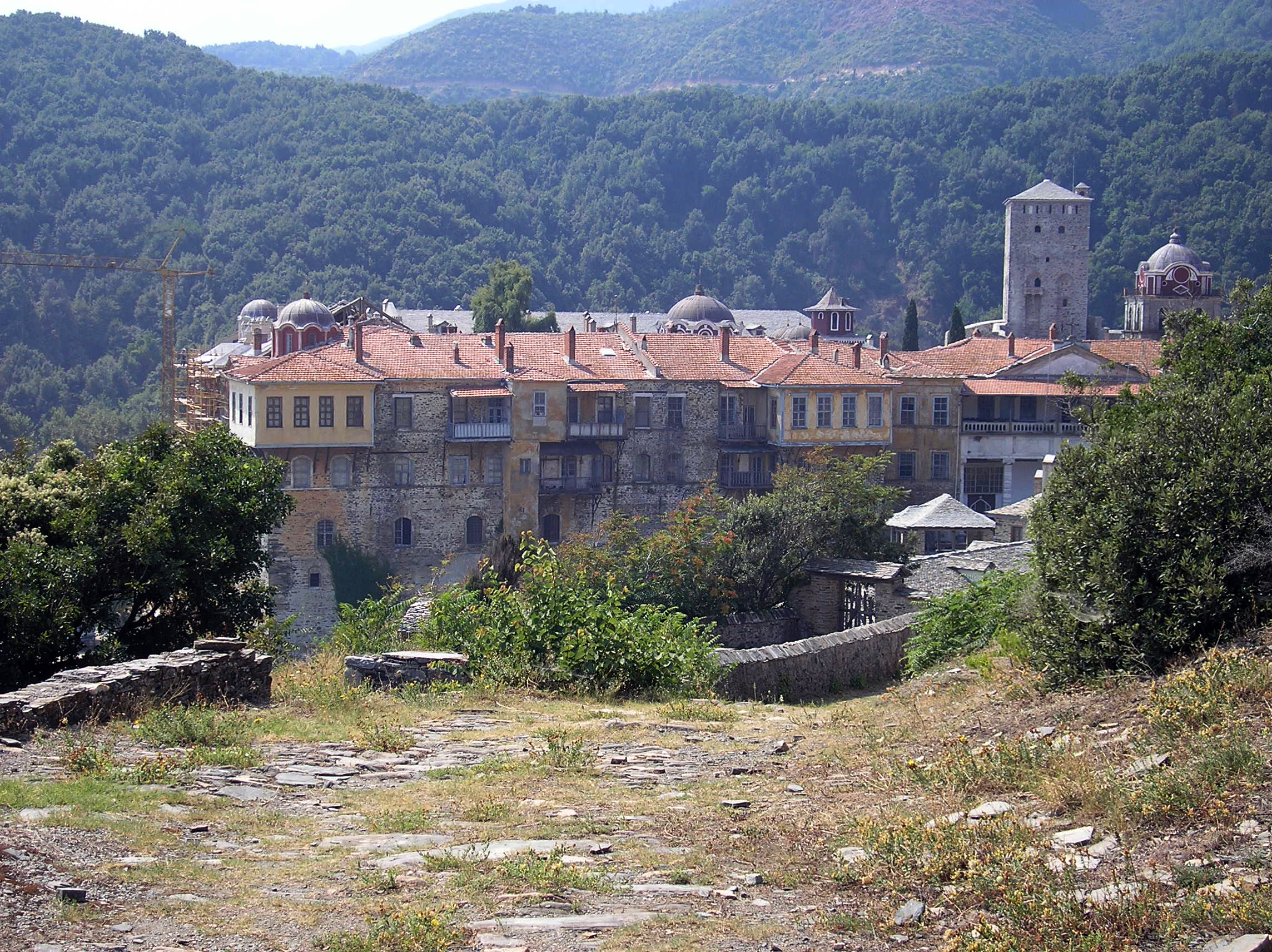
이비론 수도원과 스타브로니키타 수도원을 연결하는 길에서 보이는, 이비론 수도원

요한과 그의 아들은 많은 제자들의 마음을 끌었고, 그래서 그들 둘 다는 아토스산에 있는 성 아타나시오 수도원을 탈퇴했다. 그들은 요한의 매형인 퇴역 장군 요한 토르니케의 도움을 더해, 이비론 수도원을 설립했다. 요한은 이비론의 첫 번째 수도원장이 되었다.